# النجمة (قبيلة)

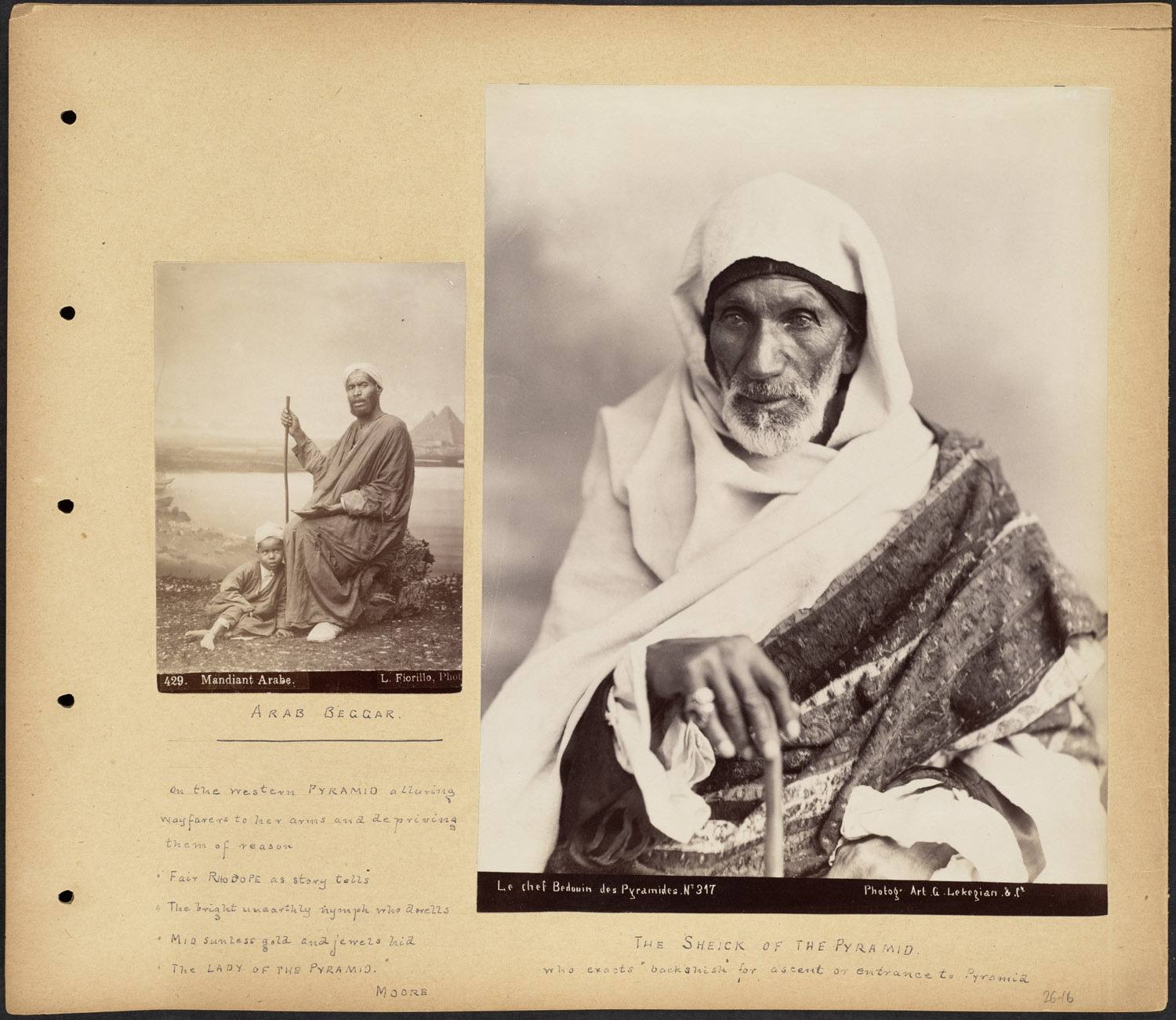
على اليمين الشيخ فخر القبائل والعشائر "علي منسي البطران" شيخ قبيلة النجمة حارسة الأهرام في صورة تم إلتقاطها ما بين ديمبر 1892م ومارس 1893م

«النجمة» أو «النجيمة» هي قبيلة عربية سكنت نزلة البطران بمديرية الجيزة وأطفيح.

## نسبها
الجد الأكبر لعائلة البطران وقبيلة النجمة هو حسن بن العفيني بن علي بن صالح بن خضر بن زمام بن نجم بن نجم الصغير بن علي بن صالح بن رحيم بن العفيني بن عثمان بن عفان بن سليمان بن نجم بن سبع الجزاح الصغير بن خليفه بن سبع الجزاح الكبير بن صلخان بن نجم بن سعد الانصاري بن عباده الكبير بن موس بن الرحان بن كلاب الكرشي بن مره بن كعب بن لؤي بن غالب بن فهز بن ماك بن النضر بن كنانه بن خذيمه بن مدركه بن الياس بن مضر بن نذار بن سعد بن عدنان بن آو بن آور بن اليشع بن الهيسع بن سلامان بن ثابت بن حمل بن قدرار بن إسماعيل بن إبراهيم.

## شيوخها

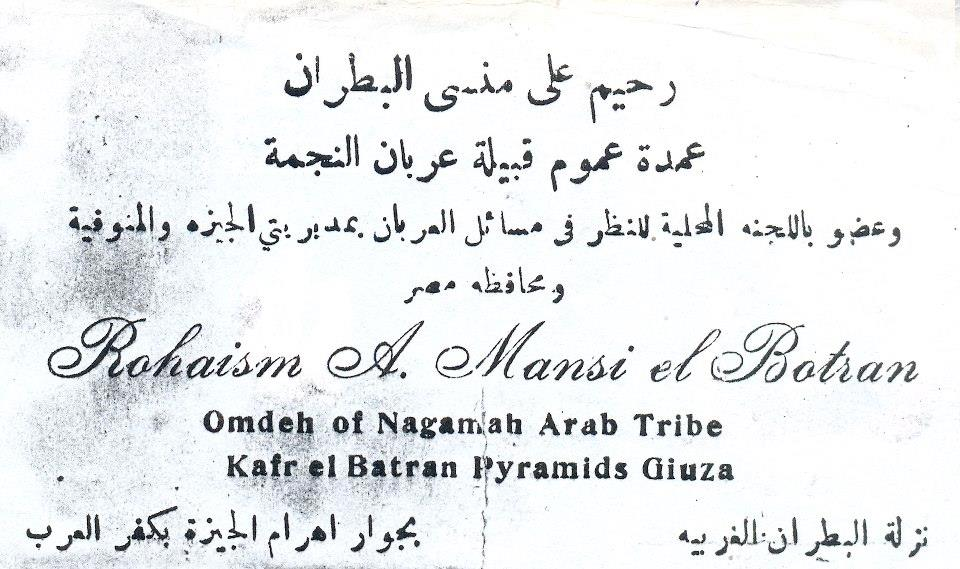
الكارت الشخصي لرحيم باشا البطران

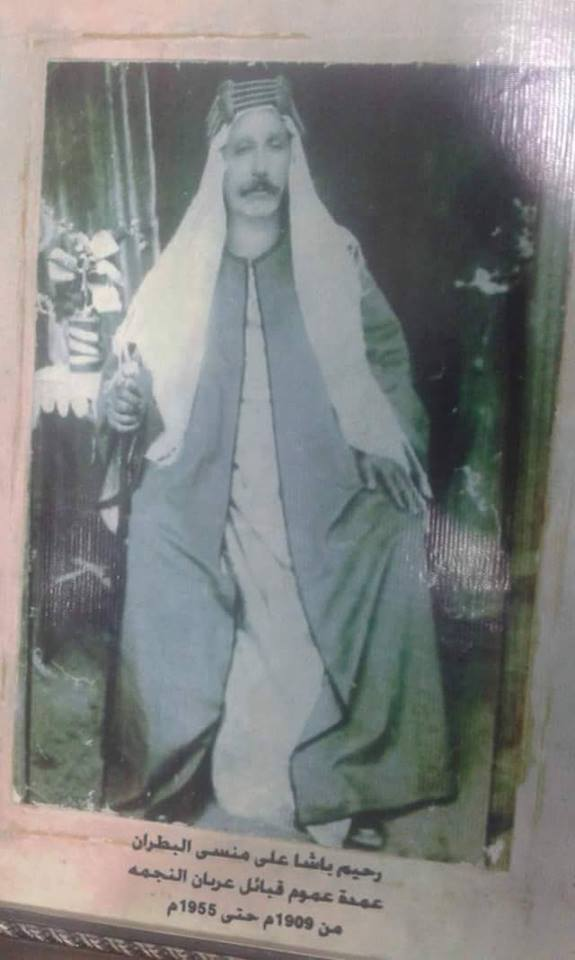
صورة رحيم باشا على منسي البطران عمدة عموم قبايل عربان النجمة من 1909م إلى 1955م

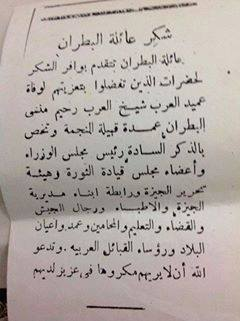
نعي وفاة رحيم باشا البطران

- شيخ العرب «رحيم باشا البطران» عمدة عموم قبايل عربان النجمة من 1909م إلى 1955م [5][6][7] وله شارع على إسمه[8][9]
- الشيخ فخر القبائل والعشائر «علي منسي البطران» شيخ قبيلة النجمة
- وينتمي إليها اللواء محمد البطران شهيد ثورة يناير 2011

## مهامها الرسمية من الحكومة المصرية
كان منوط برجالها حراسة منطقة الأهرام وبعض الجهات والدروب الموصلة للمغرب

## إنظر أيضاً
- نزلة البطران

## روابط خارجية
- دفاتر قبائل العربان المصرية وأرقامها في دار الوثائق القومية بالقاهرة